# Úrvalsdeild Karla 2019
La Úrvalsdeild Karla 2019 (conocida como Pepsi Deild Karla al ser patrocinada por Pepsi) fue la edición número 108 de la Úrvalsdeild Karla. La temporada comenzó el 26 de abril y terminó el 28 de septiembre. KR conquistó su 27 título de liga, tras vencer en la jornada 20 al Valur. 

## Sistema de competición
Los doce equipos participantes jugarán entre sí todos contra todos dos veces totalizando 22 partidos cada uno, al término de la jornada 22 el primer clasificado obtendrá un cupo para la segunda ronda de la Liga de Campeones 2020-21, mientras que el segundo y tercer clasificado obtendrán un cupo para la primera ronda de la Liga Europea 2020-21; por otro lado los dos últimos clasificados descenderán a la 1. deild karla 2020.
Un tercer cupo para la primera ronda de la Liga Europea 2020-21 será asignado al campeón de la Copa de Islandia.

## Equipos participantes
| Equipo             | Ciudad         | Estadio           | Capacidad |
| ------------------ | -------------- | ----------------- | --------- |
| ÍA                 | Akranes        | Akranesvöllur     | 3.054     |
| Breiðablik         | Kópavogur      | Kópavogsvöllur    | 3.009     |
| FH                 | Hafnarfjörður  | Kaplakrikavöllur  | 6.450     |
| Fylkir             | Reikiavik      | Fylkisvöllur      | 1.854     |
| Grindavík          | Grindavík      | Grindavíkurvöllur | 1.750     |
| ÍBV                | Vestmannaeyjar | Hásteinsvöllur    | 3.000     |
| KA                 | Akureyri       | Akureyrarvöllur   | 1.645     |
| HK                 | Kópavogur      | Kórinn            | 1.452     |
| KR                 | Reikiavik      | KR-Völlur         | 3.333     |
| Stjarnan           | Garðabær       | Stjörnuvöllur     | 1.440     |
| Valur              | Reikiavik      | Vodafonevöllurinn | 2.465     |
| Víkingur Reykjavík | Reikiavik      | Víkingsvöllur     | 1.848     |

### Ascensos y descensos
| Pos. | Ascendidos de 1. deild karla 2018 |
| ---- | --------------------------------- |
| 1    | ÍA                                |
| 2    | HK                                |

| Pos. | Descendidos de Úrvalsdeild 2018 |
| ---- | ------------------------------- |
| 11   | Fjölnir                         |
| 12   | Keflavík                        |

## Clasificación
| Pos. | Equipo             | Pts. | PJ | G  | E  | P  | GF | GC | Dif. | Clasificación 2020–21                 |
| ---- | ------------------ | ---- | -- | -- | -- | -- | -- | -- | ---- | ------------------------------------- |
| 1    | KR (C)             | 52   | 22 | 16 | 4  | 2  | 44 | 23 | +21  | Primera ronda de la Liga de Campeones |
| 2    | Breiðablik         | 38   | 22 | 11 | 5  | 6  | 45 | 31 | +14  | Primera ronda de la Liga Europea      |
| 3    | FH                 | 37   | 22 | 11 | 4  | 7  | 40 | 36 | +4   | Primera ronda de la Liga Europea      |
| 4    | Stjarnan           | 35   | 22 | 9  | 8  | 5  | 40 | 34 | +6   |                                       |
| 5    | KA                 | 31   | 22 | 9  | 4  | 9  | 34 | 34 | 0    |                                       |
| 6    | Valur              | 29   | 22 | 8  | 5  | 9  | 38 | 34 | +4   |                                       |
| 7    | Víkingur Reykjavík | 28   | 22 | 7  | 7  | 8  | 37 | 35 | +2   | Primera ronda de la Liga Europea      |
| 8    | Fylkir             | 28   | 22 | 8  | 4  | 10 | 38 | 44 | −6   |                                       |
| 9    | HK                 | 27   | 22 | 7  | 6  | 9  | 29 | 29 | 0    |                                       |
| 10   | ÍA                 | 27   | 22 | 7  | 6  | 9  | 27 | 32 | −5   |                                       |
| 11   | Grindavík (D)      | 20   | 22 | 3  | 11 | 8  | 17 | 28 | −11  | Descenso a la 1. deild karla 2020     |
| 12   | ÍBV (D)            | 10   | 22 | 2  | 4  | 16 | 23 | 52 | −29  | Descenso a la 1. deild karla 2020     |

Actualizado a los partidos jugados el 22 de septiembre de 2019.
 Fuente: Soccerway
Notas:
1. ↑  Tras ganar la Copa de Islandia, el Víkingur Reykjavík obtiene una plaza para participar en la Liga Europa 2020-21.

#### Evolución de la clasificación
| Jornada / Equipo   | 1  | 2  | 3  | 4  | 5  | 6  | 7  | 8  | 9  | 10 | 11 | 12 | 13 | 14 | 15 | 16 | 17 | 18 | 19 | 20 | 21 | 22 |
| Jornada / Equipo   |    |    |    |    |    |    |    |    |    |    |    |    |    |    |    |    |    |    |    |    |    |    |
| ------------------ | -- | -- | -- | -- | -- | -- | -- | -- | -- | -- | -- | -- | -- | -- | -- | -- | -- | -- | -- | -- | -- | -- |
| KR                 | 7  | 2  | 5  | 6  | 4  | 3  | 3  | 1  | 1  | 1  | 1  | 1  | 1  | 1  | 1  | 1  | 1  | 1  | 1  | 1  | 1  | 1  |
| Breiðablik         | 3  | 4  | 1  | 2  | 2  | 2  | 1  | 2  | 2  | 2  | 2  | 2  | 2  | 2  | 2  | 2  | 2  | 2  | 2  | 2  | 2  | 2  |
| FH                 | 3  | 5  | 3  | 4  | 3  | 4  | 4  | 6  | 4  | 5  | 6  | 5  | 6  | 7  | 6  | 3  | 3  | 4  | 3  | 3  | 3  | 3  |
| Stjarnan           | 7  | 8  | 6  | 3  | 5  | 7  | 5  | 7  | 7  | 4  | 3  | 4  | 4  | 4  | 3  | 5  | 4  | 3  | 4  | 4  | 4  | 4  |
| KA                 | 9  | 6  | 7  | 10 | 7  | 5  | 8  | 5  | 6  | 7  | 9  | 11 | 11 | 11 | 11 | 10 | 9  | 10 | 10 | 10 | 5  | 5  |
| Valur              | 5  | 9  | 10 | 8  | 9  | 10 | 12 | 9  | 11 | 11 | 7  | 6  | 7  | 5  | 4  | 6  | 6  | 5  | 5  | 8  | 9  | 6  |
| Víkingur Reykjavík | 5  | 7  | 8  | 11 | 11 | 11 | 11 | 10 | 9  | 9  | 8  | 10 | 10 | 10 | 10 | 9  | 10 | 9  | 7  | 9  | 10 | 7  |
| Fylkir             | 1  | 1  | 4  | 5  | 8  | 8  | 7  | 4  | 5  | 6  | 5  | 7  | 5  | 6  | 8  | 8  | 8  | 8  | 9  | 5  | 6  | 8  |
| HK                 | 10 | 10 | 11 | 9  | 10 | 9  | 9  | 11 | 10 | 8  | 11 | 8  | 8  | 8  | 7  | 4  | 5  | 6  | 6  | 6  | 7  | 9  |
| ÍA                 | 2  | 3  | 2  | 1  | 1  | 1  | 2  | 3  | 3  | 3  | 4  | 3  | 3  | 3  | 5  | 7  | 7  | 7  | 8  | 7  | 8  | 10 |
| Grindavík          | 10 | 11 | 9  | 7  | 6  | 6  | 6  | 8  | 8  | 10 | 10 | 9  | 9  | 9  | 9  | 11 | 11 | 11 | 11 | 11 | 11 | 11 |
| ÍBV                | 12 | 12 | 12 | 12 | 12 | 12 | 10 | 12 | 12 | 12 | 12 | 12 | 12 | 12 | 12 | 12 | 12 | 12 | 12 | 12 | 12 | 12 |

## Tabla de resultados cruzados
| Local \ Visitante  | BRE | FH  | FYL | GRI | HK  | IA  | ÍBV | KA  | KR  | STJ | VAL | VIK |
| ------------------ | --- | --- | --- | --- | --- | --- | --- | --- | --- | --- | --- | --- |
| Breiðablik         | —   | 4–1 | 4–3 | 0–0 | 1–2 | 0–1 | 3–1 | 4–0 | 1–2 | 1–1 | 3–3 | 3–1 |
| FH                 | 2–4 | —   | 2–1 | 3–0 | 2–0 | 1–0 | 6–4 | 3–2 | 1–2 | 2–2 | 3–2 | 1–0 |
| Fylkir             | 4–3 | 2–2 | —   | 2–1 | 3–2 | 2–2 | 3–0 | 3–2 | 1–4 | 1–4 | 0–1 | 3–1 |
| Grindavík          | 0–2 | 0–0 | 1–0 | —   | 1–1 | 1–1 | 2–1 |     | 2–1 | 1–1 | 2–2 | 0–0 |
| HK                 | 2–2 | 2–0 | 1–2 | 0–0 | —   | 1–1 | 2–0 | 2–1 | 4–1 | 1–1 | 1–2 | 1–3 |
| ÍA                 | 1–2 | 2–0 | 2–0 | 1–1 | 0–2 | —   | 2–1 | 3–1 | 1–3 | 2–0 | 1–2 | 1–5 |
| ÍBV                | 1–1 | 1–2 | 0–3 | 2–2 | 0–1 | 3–2 | —   | 1–1 | 1–2 | 0–2 | 2–1 | 1–1 |
| KA                 | 0–1 | 1–0 | 4–2 | 2–1 | 1–1 | 1–1 | 2–0 | —   | 0–0 | 4–2 | 1–0 | 3–4 |
| KR                 | 2–0 | 3–2 | 1–1 | 5–2 | 3–2 | 2–0 | 3–0 | 1–0 | —   | 2–2 | 3–2 | 1–0 |
| Stjarnan           | 1–3 | 1–3 | 5–1 | 0–0 | 1–0 | 3–1 | 3–2 | 0–2 | 1–1 | —   | 2–1 | 2–1 |
| Valur              | 0–1 | 2–3 | 1–0 | 1–0 | 2–0 | 1–2 | 5–1 | 3–1 | 0–1 | 2–2 | —   | 3–3 |
| Víkingur Reykjavík | 3–2 | 1–1 | 1–1 | 1–0 | 2–1 | 0–0 | 3–1 | 2–3 | 0–1 | 3–4 | 2–2 | —   |

## Goleadores
| Pos. | Jugador                      | Club       | Goles |
| ---- | ---------------------------- | ---------- | ----- |
| 1    | Thomas Mikkelsen             | Breiðablik | 12    |
| 2    | Hilmar Árni Halldórsson      | Stjarnan   | 11    |
| 2    | Gary Martin                  | Valur/ÍBV  | 11    |
| 4    | Steven Lennon                | FH         | 9     |
| 4    | Geoffrey Castillion          | Fylkir     | 9     |
| 4    | Elfar Árni Aðalsteinsson     | KA         | 9     |
| 7    | Hallgrímur Mar Steingrímsson | KA         | 8     |
| 8    | Morten Beck Guldsmed         | FH         | 7     |
| 8    | Patrick Pedersen             | Valur      | 7     |
| 8    | Pálmi Rafn Pálmason          | KR         | 7     |

## Enlances externos
- KSI
- Soccerway
- SofaScore